# Pseudaphanostoma variabilis
Pseudaphanostoma variabilis är en plattmaskart som beskrevs av Westblad 1946. Pseudaphanostoma variabilis ingår i släktet Pseudaphanostoma och familjen Isodiametridae. Inga underarter finns listade i Catalogue of Life.